# Mimulus
Genre
Classification APG III (2009)
Le genre Mimulus francisé en mimule comprend environ 150 espèces de plantes à fleurs de la famille des phrymacées. En Amérique du Nord, elles sont souvent appelées monkey-flowers (littéralement « fleur-singe » et musk-flowers (littéralement « fleur-musc »). Le genre était traditionnellement placé dans la famille des scrofulariacées. Cependant, le retrait des Mimulus de cette famille a été appuyé par des études de l'ADN des chloroplastes publiées dans le milieu des années 1990. Plusieurs études portant sur l'ADN recombinant suggèrent que les genres Phryma, Berendtiella, Hemichaena, Leucocarpus, Microcarpeae, Peplidium, Glossostigma et Elacholoma sont tous dérivés des Mimulus et devraient être réarrangés.
Il est reconnu qu'il existe deux groupes étendus d'espèce de Mimulus : le plus grand dans l'ouest de l'Amérique du Nord et le second en Australie. Quelques espèces s'étendent aussi dans l'est de l'Amérique du Nord, l'est de l'Asie et le sud de l'Afrique. Le groupe élargi fait partie de la famille des phrymacées.

## Description
La plupart des espèces de Mimulus sont des plantes herbacées vivaces, parfois annuelles, mais quelques espèces sont des chamaephytes dont la tige est en bois. La tige de quelques espèces peut être soit douce ou poilue, une différence allélique.  Les feuilles sont opposées. Elles portent des fleurs solitaires à l'aisselle des feuilles supérieures, formant des grappes feuillues. La calice est en cloche tubuleuse, avec 5 dents, la corolle à 2 lèvres : la lèvre supérieure est bilobée, la lèvre inférieure trilobée. L'androcée est constitué de 4 étamines. 
Les Mimulus portent le surnom de « fleur-singe » (monkey-flowers) parce que certaines de ses espèces ont des fleurs qui ont la forme d'un visage de singe et d'autres qui ont des couleurs représentant à un singe. Elles portent aussi le surnom de « fleur-musc » (musk-flowers), car certaines espèces produisent des composés odorants qui leur donne une odeur de musc. Le nom du genre vient du latin mimus et du grec mimos qui signifient tous deux « imitateur ».

## Écologie
En horticulture, plusieurs espèces de Mimulus cultivars et hybrides sont utilisés. Les plus utilisés sont des dérivés de Mimulus bigelovii qui ont de grandes fleurs étalées. Une des fleurs de Bach standard est dérivée des Mimulus.
Plusieurs taxons tels que les yellow monkey-flowers (monkey-flowers jaunes), Mimulus guttatus, et ceux de la section Erythranthe, Mimulus lewisii, Mimulus cardinalis et Mimulus parishii par exemple, sont des organismes modèles pour les recherches en écologie, en génétique et en génomique. La séquence du génome de Mimulus guttatus a été publiée vers la fin du printemps 2007.
Les Mimulus sont utilisées en tant que nourriture par les larves et quelques espèces de lépidoptères telle que la noctuelle du salsifis.

## Comestibilité et utilisations médicinales
Les espèces de Mimulus ont la tendance de concentrer du chlorure de sodium et d'autres sels absorbés du sol dans les tissus de leurs feuilles et leur tige. D'ailleurs, les Amérindiens et les premiers voyageurs de l'ouest nord-américain les utilisaient en tant que substitut pour le sel pour donner du goût à leur repas sauvage. Toute la plante est comestible, mais il est rapporté qu'elle est très salée et amère si elle n'est pas bien cuite. Le jus extrait du feuillage de la plante était utilisé en tant que cataplasme apaisant pour les brûlures mineures et les irritations de la peau.

## Exemples deMimulus sensu lato

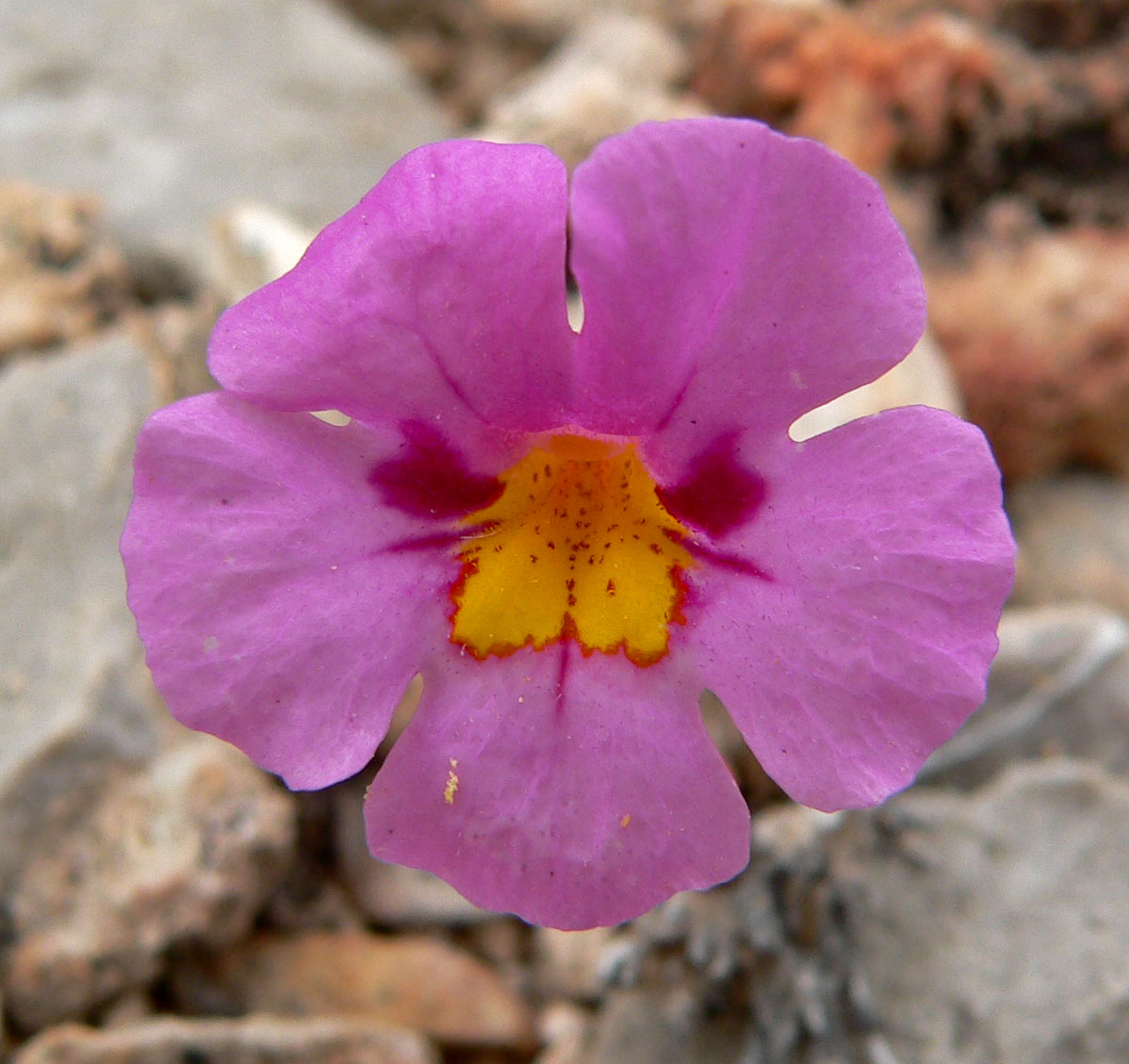
Mimulus bigelovii sauvage près de Las Vegas au Nevada

- Mimulus alatus
- Mimulus alsinoides
- Mimulus androsaceus
- Mimulus angustatus
- Mimulus aridus ou Diplacus aridus
- Mimulus aurantiacus
- Mimulus bicolor
- Mimulus bigelovii
- Mimulus bolanderi
- Mimulus breviflorusMimulus brevipes dans le sud de la Californie
- Mimulus brevipes
- Mimulus breweri
- Mimulus cardinalis
- Mimulus clementii

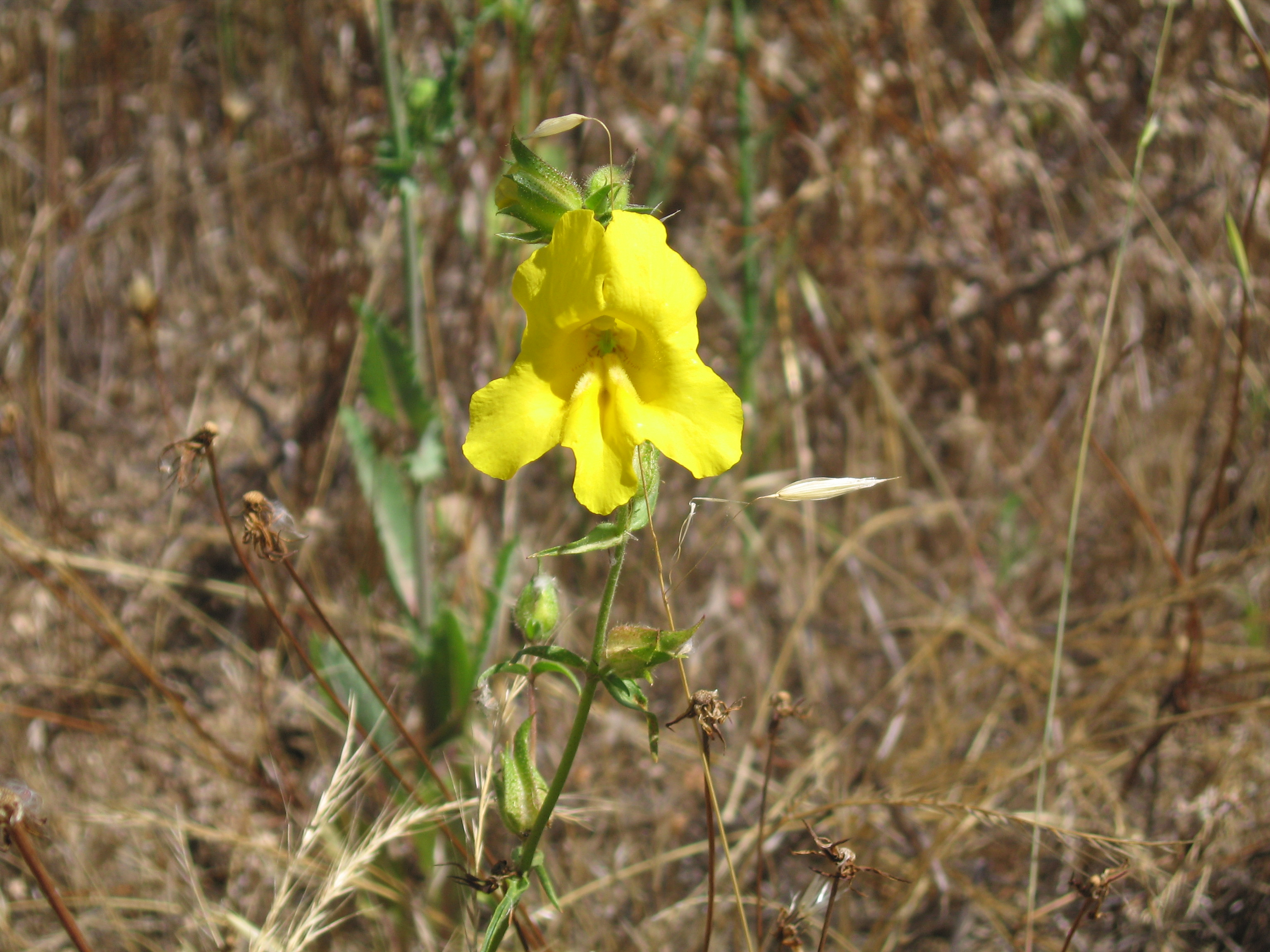
Mimulus brevipes dans le sud de la Californie

- Mimulus clevelandii ou Diplacus clevelandii

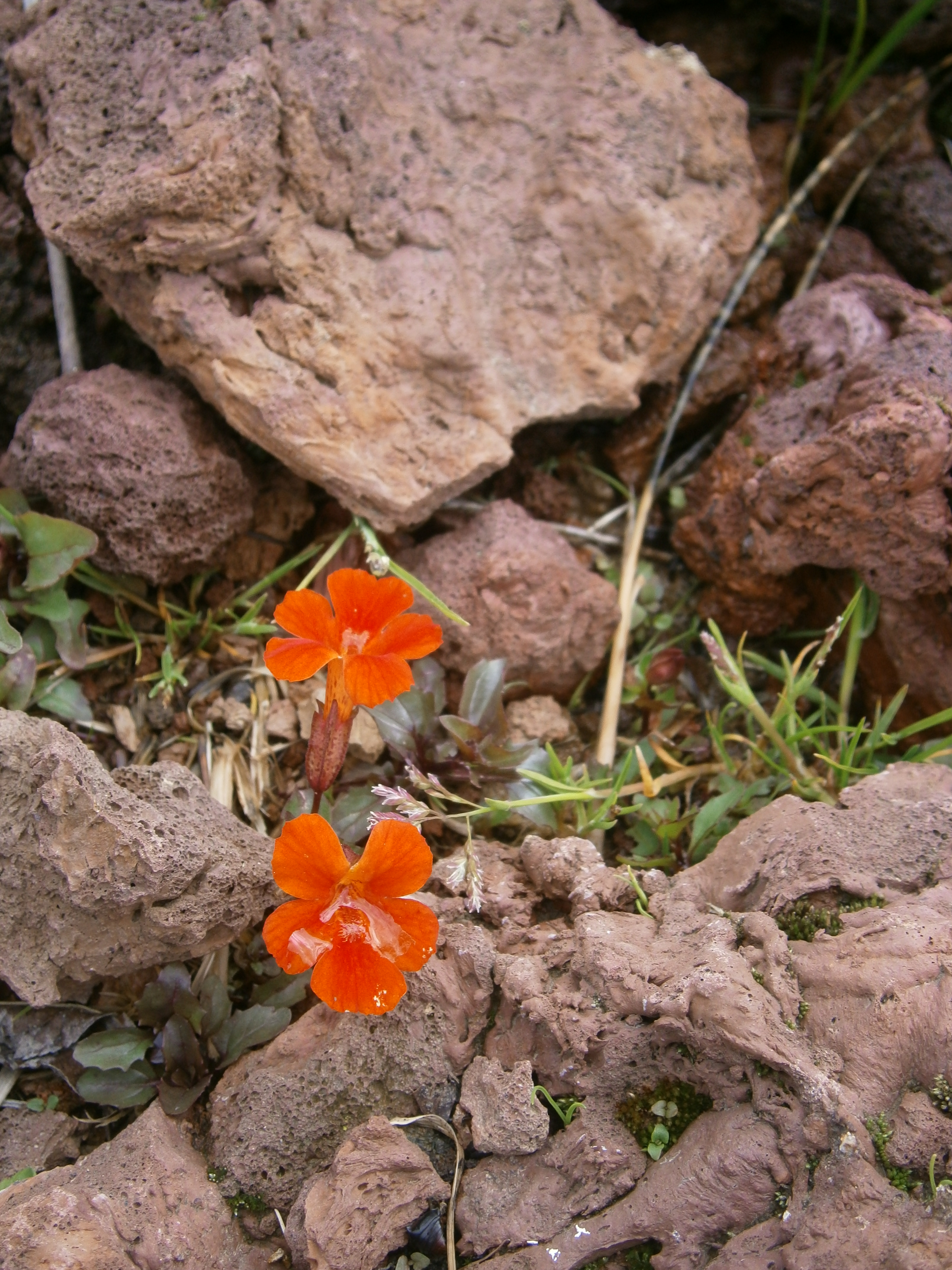
Mimulus cupreus.

- Mimulus congdoniiMimulus cupreus.
- Mimulus cupreus
- Mimulus cusickii
- Mimulus dentatus
- Mimulus douglasii
- Mimulus evanescens
- Mimulus exiguus
- Mimulus filicaulis
- Mimulus floribundus
- Mimulus fremontii
- Mimulus glabratus
- Mimulus glaucescens
- Mimulus glutinosus
- Mimulus gracilipes'
- Mimulus guttatus
- Mimulus inconspicuus
- Mimulus jepsonii
- Mimulus johnstonii
- Mimulus kelloggii
- Mimulus laciniatus
- Mimulus latidens
- Mimulus layneae
- Mimulus leptaleus'Mimulus lewisii.
- Mimulus lewisii

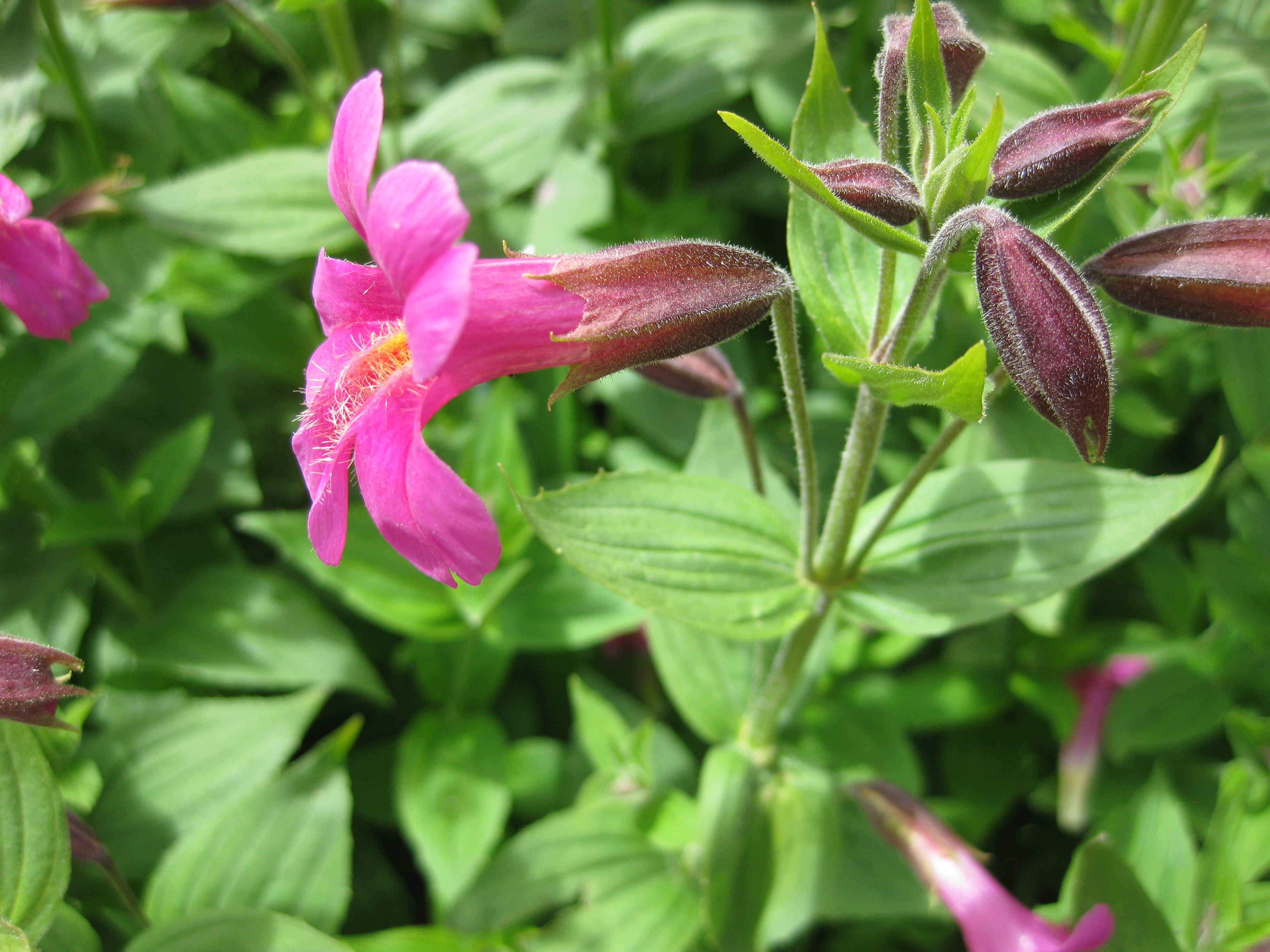
Mimulus lewisii.

- Mimulus longiflorus ou Diplacus longiflorusMimulus luteus

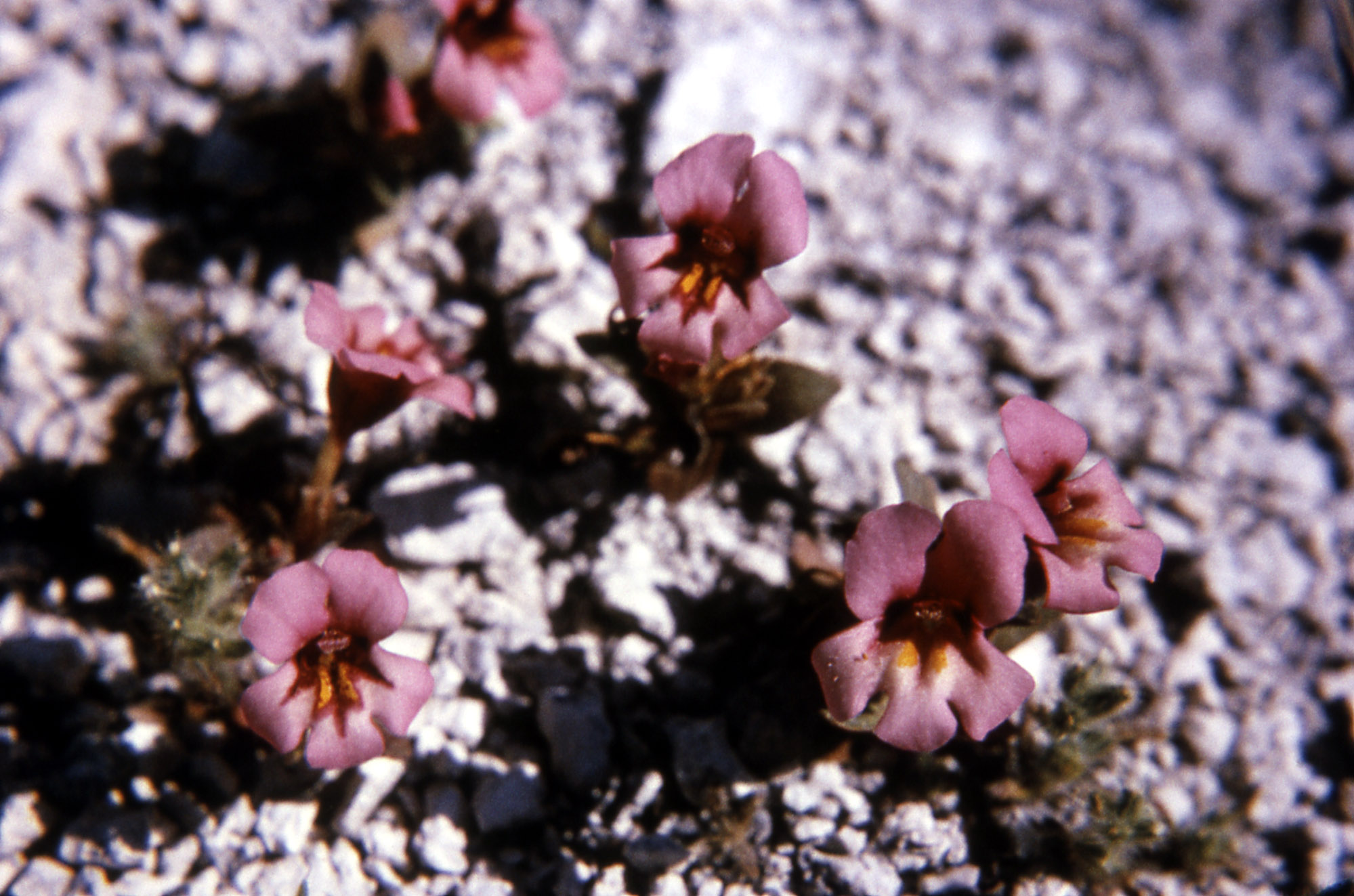
Mimulus nanus dans le Parc national de Yellowstone au Wyoming

- Mimulus luteus
- Mimulus mephiticus
- Mimulus mohavensis
- Mimulus montioides

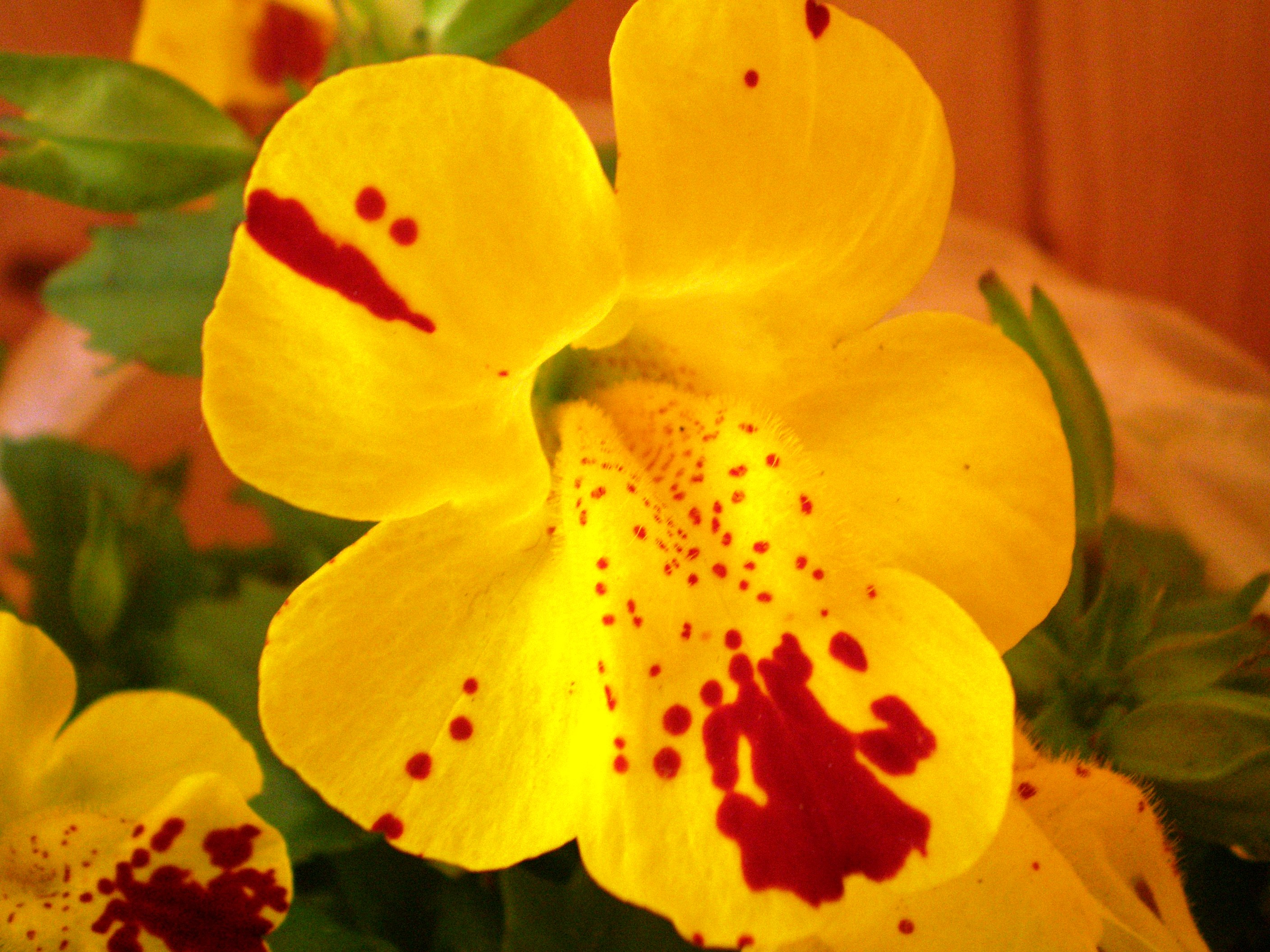
Mimulus luteus

- Mimulus moschatusMimulus nanus dans le Parc national de Yellowstone au Wyoming
- Mimulus nanus
- Mimulus nudatus
- Mimulus palmeri
- Mimulus parishii
- Mimulus parryi
- Mimulus pictusMimulus pilosus dans le sud de la Californie

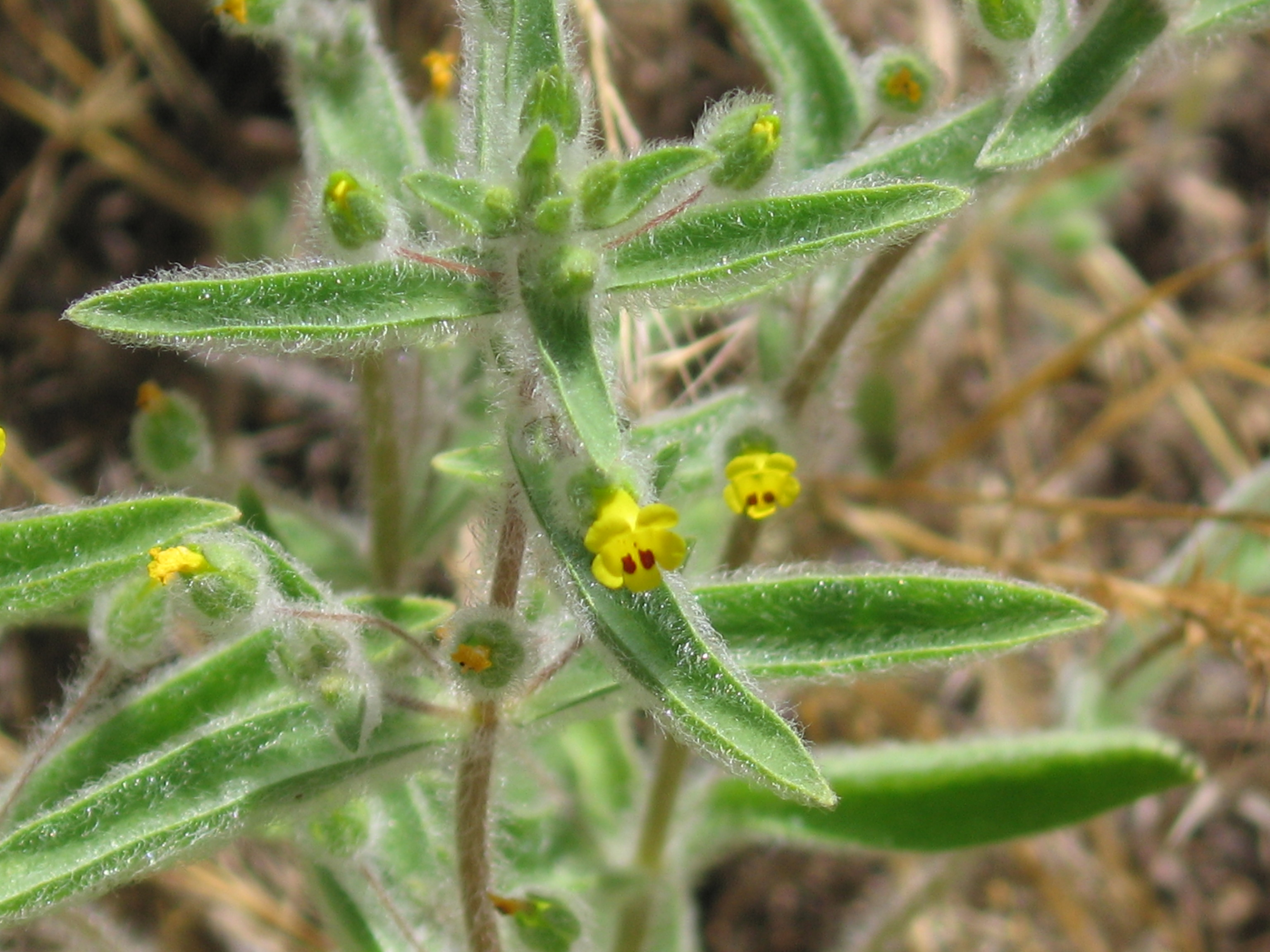
Mimulus pilosus dans le sud de la Californie

- Mimulus pilosus ou Mimetanthe pilosa
- Mimulus primuloides
- Mimulus pulchellus
- Mimulus pulsiferae
- Mimulus puniceus ou Diplacus puniceus

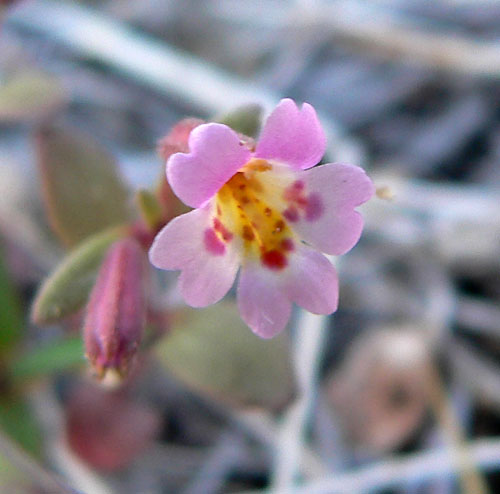
Mimulus rubellus au Nevada

- Mimulus purpureus
- Mimulus pygmaeus
- Mimulus rattanii
- Mimulus repens
- Mimulus ringens
- Mimulus roseusMimulus rubellus au Nevada
- Mimulus rubellus
- Mimulus rupicola
- Mimulus shevockii
- Mimulus stellatus
- Mimulus suksdorfii
- Mimulus tilingii
- Mimulus torreyi
- Mimulus tricolor
- Mimulus viscidus
- Mimulus whitneyi